# Platyceratidae
Platyceratidae es una familia extinta de gastrópodos marinos de la Era Paleozoica; puede pertenecer a Neritimorpha o a Patellogastropoda.